# Явоненко, Александр Федотович
Алекса́ндр Федо́тович Яво́ненко (укр. Олександр Федотович Явоненко; род. 4 декабря 1939, с. Новониколаевка Николаевской области) — украинский биолог, педагог, член-корреспондент Национальной академии педагогических наук Украины с 1994 года.

## Биография
Родился 4 декабря 1939 года в селе Новониколаевка Еланецкого района Николаевской области.
Окончил зоотехнический факультет Херсонского сельскохозяйственного института им. А. Д. Цюрупы (1962), аспирантуру при лаборатории обмена веществ Украинского научно-исследовательского института физиологии и биохимии сельскохозяйственных животных (Львов, 1966).
Работал ассистентом кафедры анатомии, физиологии и биохимии Херсонского сельскохозяйственного института (1962-1963), старшим научным сотрудником Киевской опытной станции животноводства (1966-1967), старшим преподавателем, заведующим кафедрой химии (1967-1973), проректором по научной работе Херсонского государственного педагогического института (1973-1974).
С 1974 по 1982 год — ректор Тернопольского педагогического института.
С 1982 года — ректор Черниговского государственного педагогического института им. Т. Г. Шевченко (с 1998 года — университет).
С 2004 года — почётный ректор Черниговского государственного педагогического университета им. Т. Г. Шевченко.
Профессор, доктор биологических наук, известный учёный в области биохимии. Член-корреспондент Национальной академии педагогических наук Украины (с 1994 года). Действительный член (академик) Международной Кадровой Академии (с 1999 года). Член Президиума Украинского биохимического общества (с 1992 года). Руководитель научной школы биохимиков, включающей в себя несколько докторов и более 10 кандидатов наук, которые защитили диссертации под руководством А. Ф. Явоненко.

## Награды и звания
- Отличник образования Украины (1999)
- Заслуженный работник народного образования УССР (1991)
- орден Трудового Красного Знамени (1978)
- орден «За заслуги» ІІІ степени (1999)
- медаль А.  С.  Макаренко (1981)
- медаль «Ветеран труда» (1986)
- медаль «За заслуги в образовании» (1999)
- Почетная грамота Кабинета Министров Украины (2003).

## Научный вклад
Автор (соавтор) 179 научных работ, в том числе учебников по биохимии, в частности:
- «Химия и биологическая химия», учебное пособие, в соавторстве (1988);
- «Биохимия», учебное пособие, в соавторстве (2001);
- «Практикум з біологічної хімії» (укр. Практикум по биологической химии), учебное пособие, в соавторстве (2003).